# ريتشارد شايس
ريتشارد شايس (بالإنجليزية: Richard Chase)‏ هو كاتب للأطفال أمريكي، ولد في 15 فبراير 1904، وتوفي في 1988.